# デジモンアドベンチャー (1999年の映画)
『デジモンアドベンチャー』（DIGIMON ADVENTURE）は、1999年3月6日に東映アニメフェアの1作として公開したアニメーション映画。20分の短編であり、テレビシリーズ『デジモンアドベンチャー』の前日談が描かれる。
なお関東圏ではこの映画の公開日の翌日がテレビシリーズ第1話の放送日である。

## 概要
1995年の春休みに東京都練馬区光が丘の団地で起きた事件で選ばれし子供たちが初めてデジタルモンスター（デジモン）と接触した日、そして「なぜ彼らが選ばれたか」の原因になったある事件を描く。なおこの事件はテレビシリーズでは後に「光が丘爆弾テロ事件」として扱われる。
太一・ヒカリ以外の選ばれし子供たちや太一・ヒカリの両親も登場するが、テレビシリーズとは声優は異なる。
音楽はモーリス・ラヴェル作曲の「ボレロ」のみが使われたが、有澤孝紀が編曲しているため、名義上は有澤が音楽担当者となっている。
怪獣に出会った兄妹が互いに違う印象を持ち続けるというコンセプトは、映画『ミツバチのささやき』からのモチーフだという。
本作品では徹底して大人は顔を出さず不在感をもち、「大人が認知できない子供だけの世界」を描いている。
同日封切の映画『ガメラ3 邪神覚醒』のプロデューサーは本作品を絶賛しており、見た直後、特撮監督を務めた樋口真嗣に「このような作品を作らないとだめだ」と言ったという。
テレビアニメ版との区別のため、『劇場版 デジモンアドベンチャー』と表記されることもある。

## 企画の経緯
元々テレビとは連動しない独立した企画として始まり、テレビとの連動が決まった後で映画の前後のカットが追加された。当初は「70年代のレトロタッチ」なキャラクターデザインで進めていたが、『遊☆戯☆王』と同じVジャンプでのコミカライズとの連動から現在のキャラクターが完成し、テレビとの矛盾点が出ないように数年前に設定された。
また太一の父親の少年時代を主役にした昭和30年代が舞台のアイデアもあったがボツとなり「もっと怪獣映画にしてくれ」との要望を受けた。

## ストーリー
郊外の団地に住む太一・ヒカリの幼い兄妹のもとに、ある時PCからタマゴが現れ、中からコロモンと名乗る不思議な生命体が誕生する。

## 登場人物
（ボタモン）→コロモン→（アグモン→グレイモン）（声：坂本千夏）
太一たちの住む部屋のパソコンからデジタマで現れたデジモン。その後、短期間で急速に進化していく。テレビ版で太一のパートナーとなるアグモンとは別個体である。言葉を喋り自己紹介をしたのがコロモンの時のみなので、進化しても太一たちにコロモンと呼ばれ続けた。
コロモンまではテレビ版の個体と同サイズだが、アグモンとグレイモンはテレビ版の個体より非常に大きい。アグモンに進化してからは、動く物に反応するだけの本能の塊のようになったが、グレイモンに進化した時、太一とヒカリを（半ば偶然とはいえ）庇ったり、ボタモンの時に心を通わせた笛の音に反応したことから、喋れなくなっても心のどこかでちゃんと二人を覚えていた様子。
パロットモン
アグモンの後を追うように、上空に出現した巨大デジタマから現れた謎のデジモン。グレイモンとの激しい戦いの末、姿を消した。劇中では名前は出てこない。完全体。
劇場版のムービーブックで、デジタマとパロットモンの両者共に現実世界に迷い込んだのは偶然であり、デジタルワールドからはみ出した場外乱闘戦のような物と監督により解説されているが、小説版ではホメオスタシスがデジタマの回収のためにパロットモンを差し向けたことになっている。

## スタッフ
- 監督 - 細田守
- 脚本 - 吉田玲子
- キャラクターデザイン - 中鶴勝祥
- 作画監督 - 山下高明
- 美術監督 - 徳重賢
- 音楽 - 有澤孝紀

## 同時上映
- 遊☆戯☆王
- ドクタースランプ アラレのびっくりバーン